# إلين ستيوارت
إلين ستيوارت (بالإنجليزية: Elaine Stewart)‏ هي عارضة ومقدمة تلفزيونية وممثلة أمريكية، ولدت في 31 مايو 1930 في الولايات المتحدة، وتوفيت بنفس المكان في 27 يونيو 2011 بسبب مرض. بدأت مشوارها المهني سنة 1952.

## أعمال

### أفلام
- (1952) السيء والجميلة
- (1952) لنغني تحت المطر[5][6]

## وصلات خارجية
- إلين ستيوارت على موقع IMDb (الإنجليزية)
- إلين ستيوارت على موقع ألو سيني (الفرنسية)
- إلين ستيوارت على موقع أول موفي (الإنجليزية)
- إلين ستيوارت على موقع قاعدة بيانات الأفلام السويدية (السويدية)
- إلين ستيوارت على موقع إن إن دي بي (الإنجليزية)
- إلين ستيوارت على موقع قاعدة بيانات الفيلم (الإنجليزية)
- إلين ستيوارت على موقع كينوبويسك (الروسية)